# 시둔면
시둔면(柴芚面)은 과거 경기도 양주군의 행정구역 중 하나로, 현재 경기도 의정부시의 전신이 되는 지역이었다. 1914년 4월 1일에 시북면, 둔야면을 합쳐 시둔면이라 하였다가 1938년 양주면으로 바뀌었고, 1963년 의정부읍으로 승격되었고, 1980년 현재의 고산동, 산곡동 전 지역을 의정부시로 편입하여 지금의 의정부시에 이른다.

## 같이 보기
- 의정부시
- 시북면
- 둔야면
- 내동면